# Neujahrskonzert der Wiener Philharmoniker 2016

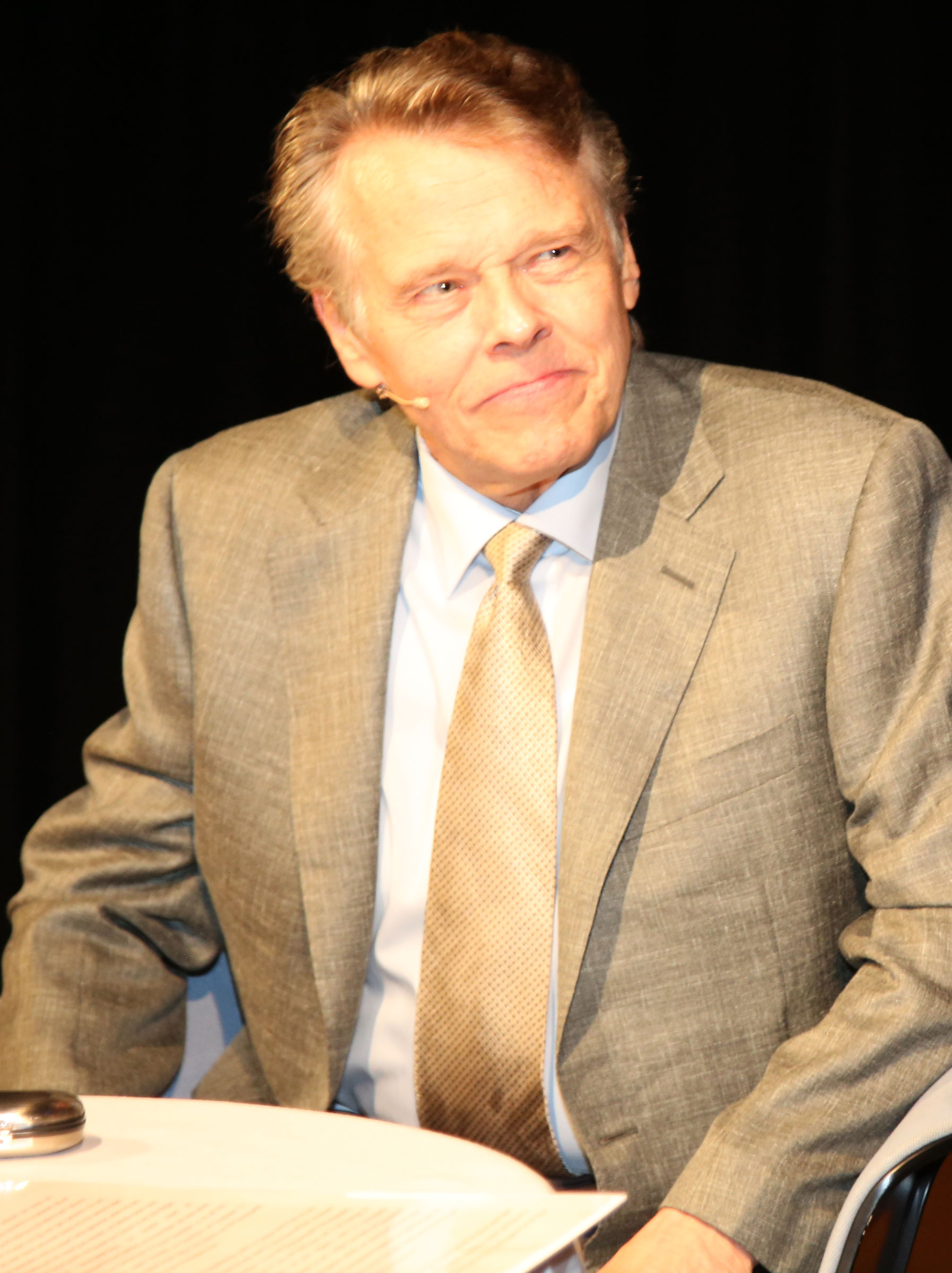
Mariss Jansons war 2016 zum dritten Mal Dirigent beim Neujahrskonzert der Wiener Philharmoniker

Das Neujahrskonzert der Wiener Philharmoniker 2016 war das 76. Neujahrskonzert der Wiener Philharmoniker und fand am 1. Jänner 2016 im Wiener Musikverein statt. Dirigent war zum dritten Mal Mariss Jansons, der das Konzert zuvor in den Jahren 2006 und 2012 geleitet hatte.

## Besonderheiten
Mit diesem Konzert feierten die Philharmoniker das 75-jährige Jubiläum des Neujahrskonzertes; das erste Konzert am Neujahrstag fand am 1. Jänner 1941 statt. Zuvor gab es am 31. Dezember 1939 ein Konzert zum Jahreswechsel. Werke von Émile Waldteufel und Robert Stolz wurden erstmals im Rahmen eines Neujahrskonzertes aufgeführt. Der 1962 komponierte UNO-Marsch von Stolz wurde anlässlich des 70. Jahrestages der ersten Vollversammlung der Vereinten Nationen ins Programm aufgenommen, UNO-Generalsekretär Ban Ki-moon war zu Gast im Publikum.
Zur Schnellpolka Vergnügungszug wurden Aufnahmen aus dem Wurstelprater, von der Liliputbahn Prater und dem Wiener Riesenrad gezeigt, Mariss Jansons blies dazu das Signalhorn. Eduard Strauß starb 1916 – an ihn erinnerte die Schnellpolka Mit Extrapost im ersten Teil des Konzertes. Vor diesem Stück ließ sich Jansons von einem Postmeister einen Taktstock überreichen, der sich einst im Besitz von Johann Strauß befand. Im zweiten Teil folgte von ihm, mit einer Balletteinlage versehen, die Schnellpolka Außer Rand und Band. Der Kaiserwalzer erinnerte an den 100. Todestag von Kaiser Franz Joseph I.
Die Wiener Sängerknaben waren zum sechsten Mal zur Mitwirkung an einem Neujahrskonzert eingeladen. Auf Wunsch von Mariss Jansons wurde die Polka Auf Ferienreisen von der Chefdramaturgin der Wiener Sängerknaben, Tina Breckwoldt, mit einem neuen Text versehen.

### Silber- und Kupfermünze Neujahrskonzert 2016
Am 2. Dezember 2015 gab die Münze Österreich die Neujahrsmünze 2016 mit dem Neujahrskonzert als Thema heraus. Neben 50.000 Stück in Silber erschienen auch 200.000 Kupfermünzen; der Nennwert beträgt jeweils 5 Euro.

### Blumenschmuck
Den Blumenschmuck aus 30.000 Blüten stellten zum zweiten Mal in Folge die Wiener Stadtgärten und österreichischen Gärtner und Floristen in Zusammenarbeit zur Verfügung. Dominierend waren die Farben Apricot und Orange. Anlässlich des 250-jährigen Jubiläums des Wiener Praters wurden außerdem Flieder und Kastanien arrangiert. Die Blumen waren mit dem Blumengütesiegel Fair Flowers Fair Plants (FFP) zertifiziert.

### Ballett
Die Kostüme für die beiden Tanzeinlagen entwarf erstmals Emma Ryott, die Choreographie stammte erstmals von Jiří Bubeníček. Die Tanzeinlagen zum Kaiserwalzer und der Polka Außer Rand und Band wurden im September 2015 unter der Regie von Michael Beyer anlässlich des 250-jährigen Jubiläums des Wiener Praters in der Kaiserloge in der Freudenau sowie in Schloss und Park Schönbrunn aufgenommen. Getanzt wurden sie von den Solistinnen und Solisten des Wiener Staatsballetts: Olga Esina, Nina Poláková, Ketevan Papava, Nikisha Fogo, Kirill Kourlaev, Michail Sosnovschi, Davide Dato, Alexis Forabosco und Kamil Pavelka.

## Programm
Das Programm wurde am 30. November 2015 präsentiert:

### 1. Teil
- Robert Stolz: UNO-Marsch, op. 1275 (March of the United Nations)
- Johann Strauss (Sohn): Schatz-Walzer, op. 418 (nach Themen aus der Operette Der Zigeunerbaron)
- Johann Strauss (Sohn): Violetta, Polka française, op. 404
- Johann Strauss (Sohn): Vergnügungszug, Polka schnell, op. 281
- Carl Michael Ziehrer: Weana Madl’n, Walzer, op. 388
- Eduard Strauß: Mit Extrapost, Galopp, op. 259

### 2. Teil
- Johann Strauss (Sohn): Ouvertüre zu Eine Nacht in Venedig
- Eduard Strauß: Außer Rand und Band, Polka schnell, op. 168
- Josef Strauss: Sphärenklänge, Walzer, op. 235
- Johann Strauss (Sohn): Sängerslust, Polka, op. 328 (mit den Wiener Sängerknaben)
- Josef Strauss: Auf Ferienreisen, Polka schnell, op. 135 (mit den Wiener Sängerknaben)
- Johann Strauss (Sohn): Fürstin Ninetta, Entr’acte zwischen 2. und 3. Akt
- Émile Waldteufel: España, Walzer, op. 236
- Joseph Hellmesberger senior: Ballszenen-Walzer
- Johann Strauss (Vater): Seufzer-Galopp, op. 9 (Arrangement: Wolfgang Dörner)
- Josef Strauss: Die Libelle, Polka Mazurka, op. 204
- Johann Strauss (Sohn): Kaiserwalzer, op. 437
- Johann Strauss (Sohn): Auf der Jagd, Polka schnell, op. 373[13][14][4]

### Zugaben
- Johann Strauss (Sohn): Im Sturmschritt, Polka schnell, op. 348
- Johann Strauss (Sohn): An der schönen blauen Donau, Walzer, op. 314
- Johann Strauss (Vater): Radetzky-Marsch, op. 228[15]

## Besetzung (Auswahl)
- Mariss Jansons, Dirigent
- Wiener Sängerknaben
- Volkhard Steude, Konzertmeister
- Albena Danailova, Violine
- Andreas Großbauer, Violine
- Matthias Schorn, Soloklarinette
- Norbert Täubl, 2. Klarinette
- Dieter Flury, Soloflöte
- Sophie Dartigalongue und Michael Werba, Fagott
- Charlotte Balzereit-Zell, Harfe

## Pausenfilm
Der Pausenfilm zum Neujahrskonzert 2016 mit dem Titel Zauberhaftes Salzburg – 200 Jahre bei Österreich handelte von Stadt und Land Salzburg.  Der Film dauerte rund 25 Minuten und wurde von Regisseur Ernst A. Grandits und Georg Riha produziert. Zu sehen waren über 100 Orte und Sehenswürdigkeiten in Stadt und Land Salzburg: darunter die Festung Hohensalzburg, die Wasserspiele Hellbrunn, die Krimmler Wasserfälle, die Großglockner-Hochalpenstraße und die Lungauer Samsonfigur.

### Musik
- Wolfgang Amadeus Mozart: Menuetto – Trio, Klarinettenquintett A-Dur, KV 581
  - Matthias Schorn, Klarinette
  - Kirill Kobantschenko, 1. Violine
  - Adela Frasineanu, 2. Violine
  - Sebastian Führlinger, Viola
  - Wolfgang Härtel, Violoncello
- Tobi Reiser/Christof Zellhofer: Maxglaner Reloaded (Maxglaner Zigeunermarsch)
  - Vienna Phil Banda
- Franz Doppler und Karl Doppler: Rigoletto Fantasie und
- Gioachino Rossini: Tarantella Napoletana
  - The Clarinotts (Ernst, Daniel und Andreas Ottensamer)
- Antonio Caldara: Sinfonia für Trompete, Streicher und Basso continuo in C-Dur
  - Trumpet & Strings Vienna
- Wolfgang Amadeus Mozart:
  - Der Hölle Rache kocht in meinem Herzen
  - Dies Bildnis ist bezaubernd schön
  - Pa-Pa-Pa aus der Zauberflöte, KV 620
    - Cello-Ensemble Mozart

  - Ouvertüre zu „Don Giovanni“, KV 527
    - Wiener Philharmoniker, Herbert von Karajan (1987)[18]

## Übertragung
Für die 58. ORF-Übertragung zeichnete zum dritten Mal in Folge Regisseur Michael Beyer verantwortlich, zum Einsatz kamen 15 HD-Kameras. Die Moderation für den ORF übernahm wie in den Vorjahren Barbara Rett. Außerdem wurde das Konzert auf Österreich 1 vom ORF übertragen, moderiert von Christoph Wagner-Trenkwitz. Das Konzert wurde in über 90 Ländern der Welt ausgestrahlt, erstmals in Brasilien, Pakistan und Vietnam. Weltweit sahen es 50 Millionen Zuschauer.

## Aufnahmen
Die Audio-Doppel-CD dieses Konzertes wurde am 8. Jänner 2016 veröffentlicht und zählt in Österreich zu den meistverkauften Alben des Jahres 2016. DVD und Blu Ray-Disc sind am 29. Jänner 2016 erschienen.